# Дејлвил (Вирџинија)
Дејлвил (енгл. Daleville) насељено је место без административног статуса у америчкој савезној држави Вирџинија.

## Демографија
По попису из 2010. године број становника је 2.557, што је 1.103 (75,9%) становника више него 2000. године.
| Група             | 2000.         | 2010.         |
| Белци             | 1.402 (96,4%) | 2.452 (95,9%) |
| Афроамериканци    | 22 (1,5%)     | 46 (1,8%)     |
| Азијати           | 6 (0,4%)      | 17 (0,7%)     |
| Хиспаноамериканци | 15 (1,0%)     | 23 (0,9%)     |
| Укупно            | 1.454         | 2.557         |